# Stuart Reside
Stuart Reside, né le 6 septembre 1978 à Perth (Australie-Occidentale), est un rameur d'aviron australien.

## Palmarès

### Jeux olympiques
- Athènes 2004
  -  Médaille de bronze en huit[1].